# ヴィクトル1世アマデウス (アンハルト＝ベルンブルク侯)
ヴィクトル1世アマデウス（Viktor I. Amadeus Fürst von Anhalt-Bernburg, 1634年10月6日 - 1718年2月14日）は、ドイツのアンハルト＝ベルンブルク侯（在位：1656年 - 1718年）。

## 生涯
アンハルト＝ベルンブルク侯クリスティアン2世とその妻でシュレースヴィヒ＝ホルシュタイン＝ゾンダーブルク公ハンスの娘であるエレオノーレ・ゾフィーの間の第7子、六男として生まれた。ヴィクトル・アマデウスという名前は、洗礼の代父を務めたサヴォイア公ヴィットーリオ・アメデーオ1世に因んでいる。ライデンにおいて神学者フリードリヒ・シュパンハイムの門下で教育された。1649年に兄の死に伴って侯世子（エルププリンツ）となり、父の旅行に随行したり、諸外国の宮廷に外交交渉に赴くようになった。
1656年に侯位を継承すると、ヴィクトル・アマデウスは三十年戦争で激しく荒廃した領国を思いやりを以て治めようと務め、政治・司法面での改革を積極的に進めた。また1666年、他のアンハルト諸侯とともに、アンハルト諸領邦の土地法、訴訟法、僕婢令（Gesindeordnung）の改正を行った。侯爵は財政状態の改善に努め、また1709年に分家筋のアンハルト＝ハルツゲローデ家（Anhalt-Bernburg-Harzgerode）が断絶すると、その遺領を回収した。1677年に侯領に長子相続制を導入したにもかかわらず、1709年に次男に分領を与えて独立させている。
侯爵の晩年は、身分違いの再婚をした長男との仲違いのせいで幸福なものとは言えなかった。1718年に死去し、遺骸はベルンブルク宮廷教会に安置された。

## 子女
1667年10月16日にマイゼンハイムにおいて、プファルツ＝ツヴァイブリュッケン公フリードリヒの娘エリーザベト（1642年 - 1677年）と結婚し、間に6人の子女をもうけた。
- カール・フリードリヒ（1668年 - 1721年） - アンハルト＝ベルンブルク侯
- レーブレヒト（1669年 - 1727年） - アンハルト＝ベルンブルク＝シャウムブルク＝ホイム侯
- ゾフィー・ユリアーネ（1672年 - 1674年）
- ヨハン・ゲオルク（1674年 - 1691年、戦死）
- クリスティアン（1675年）
- 息子（1677年）